# Докшицкий район
До́кшицкий райо́н (бел. Докшыцкі раён) — административная единица на юго-западе Витебской области Республики Беларусь. Административный центр — город Докшицы.
Численность населения — 20 041 человек (на 1 января 2025 года).

## Административное устройство
В районе 11 сельсоветов:
- Бегомльский
- Березинский
- Берёзковский
- Волколатский
- Докшицкий
- Крипульский
- Крулевщинский
- Парафьяновский
- Порплищенский
- Ситцевский
- Тумиловичский

## География
Площадь района — 2267,6 км² (пятое место в Витебской области).
На севере и востоке район граничит с Поставским, Глубокским, Ушачским, Лепельским районами Витебской области, на юго-западе и юге — с Мядельским, Логойским и Борисовским районами Минской области.

## Геральдика
Герб учреждён Указом Президента Республики Беларусь от 20 января 2006 года № 36 и зарегистрирован в Государственном геральдическом регистре Республики Беларусь 6 февраля 2006 года № Б-68.
Флаг города Докшицы и Докшицкого района учреждён Указом Президента Республики Беларусь от 28 февраля 2011 года № 86 и зарегистрирован в Государственном геральдическом регистре 15 марта 2011 года № Б-190.
Герб одобрен решением Докшицкого районного исполнительного комитета 22 октября 2002 года № 605. Флаг одобрен решением Докшицкого районного исполнительного комитета от 30 апреля 2010 года № 393.

## История
В 1940 году Докшицкий район вошёл в состав Вилейской области, 20 сентября 1944 года передан в состав Полоцкой области, а после её упразднения в 1954 году — в состав Молодечненской области.
С 20 января 1960 года — в Витебской области.
В восточной части современного Докшицкого района располагался Бегомльский район, большая часть территории которого 20 января 1960 года из упразднённого Бегомльского района была присоединена к Докшицкому району (сельсоветы Березковский, Березинский, Внтуничский, Глинский, Осовской, городской поселок Бегомль с подчинёнными поселковому Совету населёнными пунктами и населённые пункты Бедено, Слобода и Федорки Домжерицкого сельсовета).
25 декабря 1962 года Докшицкий район был упразднён, а вся его территория присоединена к образованному Глубокскому району. 6 января 1965 года район образован повторно.
20 октября 1995 года административные единицы Докшицкий район и город Докшицы, имеющие общий административный центр, объединены в одну административную единицу — Докшицкий район.
В 2020 году утвержден официальный природный символ Докшицкого района — Лебедь-шипун.

## Население
Численность населения — 20 041 человек (на 1 января 2025 года), в том числе городское — 8 944 человек (Докшицы — 6 601 человек, Бегомль — 2 343 человек), сельское — 11 097 человек.
На 1 января 2023 года на территории района проживает 21 003 человек, в том числе в городе Докшицы — 6 759, в г. п. Бегомль —  2 457, в сельской местности — 11 787 человек.
| Численность населения | Численность населения | Численность населения | Численность населения | Численность населения | Численность населения | Численность населения | Численность населения | Численность населения |
| 1970                  | 1979                  | 1989                  | 1996                  | 2001                  | 2002                  | 2003                  | 2004                  | 2005                  |
| --------------------- | --------------------- | --------------------- | --------------------- | --------------------- | --------------------- | --------------------- | --------------------- | --------------------- |
| 50 202                | ▼43 134               | ▼37 624               | ▼35 996               | ▼33 660               | ▼32 900               | ▼32 054               | ▼31 150               | ▼30 411               |
| 2006                  | 2007                  | 2008                  | 2009                  | 2010                  | 2011                  | 2012                  | 2013                  | 2014                  |
| ▼29 595               | ▼28 758               | ▼28 035               | ▼27 386               | ▼26 750               | ▼26 233               | ▼25 598               | ▼25 126               | ▼24 735               |
| 2015                  | 2016                  | 2017                  | 2018                  | 2019                  | 2020                  | 2021                  | 2022                  | 2023                  |
| ▼24 307               | ▼23 797               | ▼23 389               | ▼23 093               | ▼22 731               | ▼22 355               | ▼21 823               |                       | ▼ 21 003              |
| 2024                  | 2025                  |                       |                       |                       |                       |                       |                       |                       |
|                       | ▼20 041               |                       |                       |                       |                       |                       |                       |                       |

| Национальный состав по переписи 2019 года                  | Национальный состав по переписи 2019 года | Национальный состав по переписи 2019 года | Национальный состав по переписи 2019 года | Национальный состав по переписи 2019 года | Национальный состав по переписи 2019 года | Национальный состав по переписи 2019 года | Национальный состав по переписи 2019 года | Национальный состав по переписи 2019 года | Национальный состав по переписи 2019 года | Национальный состав по переписи 2019 года | Национальный состав по переписи 2019 года | Национальный состав по переписи 2019 года | Национальный состав по переписи 2019 года | Национальный состав по переписи 2019 года |
| Всего (2019)                                               | белорусы                                  | белорусы                                  | русские                                   | русские                                   | украинцы                                  | украинцы                                  | поляки                                    | поляки                                    | армяне                                    | армяне                                    | цыгане                                    | цыгане                                    | татары                                    | татары                                    |
| ---------------------------------------------------------- | ----------------------------------------- | ----------------------------------------- | ----------------------------------------- | ----------------------------------------- | ----------------------------------------- | ----------------------------------------- | ----------------------------------------- | ----------------------------------------- | ----------------------------------------- | ----------------------------------------- | ----------------------------------------- | ----------------------------------------- | ----------------------------------------- | ----------------------------------------- |
| 22 463                                                     | 20 745                                    | 92,35%                                    | 758                                       | 3,37%                                     | 284                                       | 1,26%                                     | 190                                       | 0,85%                                     | 26                                        | 0,12%                                     | 25                                        | 0,11%                                     | 17                                        | 0,08%                                     |
|                                                            |                                           |                                           |                                           |                                           |                                           |                                           |                                           |                                           |                                           |                                           |                                           |                                           |                                           |                                           |
| Национальный состав по переписи 2009 года                  |                                           |                                           |                                           |                                           |                                           |                                           |                                           |                                           |                                           |                                           |                                           |                                           |                                           |                                           |
|                                                            | белорусы                                  | белорусы                                  | русские                                   | русские                                   | поляки                                    | поляки                                    | украинцы                                  | украинцы                                  | армяне                                    | армяне                                    | татары                                    | татары                                    | цыгане                                    | цыгане                                    |
| Всего                                                      | 25 446                                    | 94,85%                                    | 810                                       | 3,02%                                     | 225                                       | 0,84%                                     | 151                                       | 0,56%                                     | 40                                        | 0,15%                                     | 31                                        | 0,12%                                     | 22                                        | 0,08%                                     |
| городское                                                  | 8830                                      | 94,3%                                     | 330                                       | 3,52%                                     | 63                                        | 0,67%                                     | 61                                        | 0,65%                                     | 22                                        | 0,23%                                     | 17                                        | 0,18%                                     | 1                                         | 0,01%                                     |
| сельское                                                   | 16 616                                    | 95,14%                                    | 480                                       | 2,75%                                     | 162                                       | 0,93%                                     | 90                                        | 0,52%                                     | 18                                        | 0,1%                                      | 14                                        | 0,08%                                     | 21                                        | 0,12%                                     |
|                                                            |                                           |                                           |                                           |                                           |                                           |                                           |                                           |                                           |                                           |                                           |                                           |                                           |                                           |                                           |
| Национальный состав по переписи 1959 года (всего — 49 784) |                                           |                                           |                                           |                                           |                                           |                                           |                                           |                                           |                                           |                                           |                                           |                                           |                                           |                                           |
|                                                            | белорусы                                  | белорусы                                  | русские                                   | русские                                   | поляки                                    | поляки                                    | украинцы                                  | украинцы                                  | татары                                    | татары                                    | евреи                                     | евреи                                     |                                           |                                           |
| Всего                                                      | 43 372                                    | 87,12%                                    | 4389                                      | 8,82%                                     | 1538                                      | 3,09%                                     | 216                                       | 0,43%                                     | 119                                       | 0,24%                                     | 67                                        | 0,13%                                     |                                           |                                           |

В 2018 году 16,7% населения района было в возрасте моложе трудоспособного, 50,1% — в трудоспособном, 33,2% — старше трудоспособного. В 2017 году коэффициент рождаемости составил 10,9 на 1000 человек, коэффициент смертности — 21,2 (средние коэффициенты рождаемости и смертности по Витебской области — 9,6 и 14,4, по Республике Беларусь — 10,8 и 12,6). В 2017 году в районе родилось 250 и умерло 486 человек. Сальдо внутренней миграции отрицательное (в 2017 году — -73 человек).
В 2017 году в районе было заключено 143 брака (6,2 на 1000 человек) и 63 развода (2,7 на 1000 человек); средние показатели по Витебской области — 6,4 и 3,4 на 1000 человек, по Республике Беларусь — 7 и 3,4 на 1000 человек соответственно.

## Экономика
Средняя зарплата в районе составляет 88,5% от среднего уровня по Витебской области (2017 год). В 2017 году в районе было зарегистрировано 78 микроорганизаций и 9 малых организаций. В 2017 году 8,9% организаций района были убыточными (в 2016 году — 5,6%). В 2015—2017 годах в реальный сектор экономики района поступило менее 100 тысяч долларов иностранных инвестиций (один из самых низких показателей в Витебской области). В 2017 году предприятия района экспортировали товаров на сумму 3,4 млн долларов, импортировали на 0,3 млн долларов (сальдо — 3,1 млн долларов).
Выручка предприятий и организаций района от реализации продукции, товаров, работ, услуг за 2017 год составила 111,6 млн рублей (около 55 млн долларов), в том числе 43 млн рублей пришлось на сельское, лесное и рыбное хозяйство, 22,2 млн на промышленность, 11,7 млн на строительство, 33,1 млн на торговлю и ремонт.

### Промышленность
Крупнейшие промышленные предприятия:
- ОАО «Завод Ветразь», Бегомль — производит детали и узлы для ОАО «Могилёвский завод лифтового машиностроения» и других потребителей[40];
- Докшицкий хлебозавод (филиал ОАО «Витебскхлебпром»);
- РУП ЖКХ «Докшицы-коммунальник».

### Сельское хозяйство
Под зерновые культуры в 2017 году было засеяно 16,3 тыс. га пахотных площадей, под кормовые культуры — 19,2 тыс. га. Валовой сбор зерновых и зернобобовых в 2017 году составил 39,8 тыс. т (средняя урожайность — 24,5 ц/га).
На 1 января 2018 года в сельскохозяйственных организациях района (без учёта фермерских и личных хозяйств населения) содержалось 29,1 тыс. голов крупного рогатого скота (в том числе 10,2 тыс. коров), 1,4 тыс. свиней. За 2017 год было произведено 2505 т мяса (в убойном весе) и 32 555 т молока.

### Транспорт
В сфере транспорта работает филиал открытого акционерного общества «Автотранспортное предприятие № 14». Дата образования — 26 марта 1997 года.
Предприятием ежегодно перевозится до 400 тонн грузов и 3000 тыс. пассажиров. Количество автомобилей составляет:
- Автобусы — 51
- Грузовые — 26
- Хозпарк — 4.

Транспортные услуги оказывает также частное транспортное унитарное предприятие «Коопавтобаза Докшицкого района».
Парк грузовых машин и автомобилей специального назначения насчитывает 52 единицы. Количество перевезенного груза за 2006 год — 31000 тонн.
В районе две железнодорожные станции: Крулевщизна и Парафьянов.

## Здравоохранение
В 2017 году в учреждениях Министерства здравоохранения Республики Беларусь насчитывалось 37 практикующих врачей (16,2 в пересчёте на 10 тысяч человек; средний показатель по Витебской области — 37, по Республике Беларусь — 40,5) и 241 средний медицинский работник. В лечебных учреждениях района насчитывалось 160 больничных коек (70,2 в пересчёте на 10 тысяч человек; средний показатель по Витебской области — 80,5, по Республике Беларусь — 80,2). По обеспеченности населения врачами Докшицкий район находится на последнем месте в Витебской области и на одном из последних мест в Республике Беларусь.

## Образование
В 2017 году в районе действовало 23 учреждения дошкольного образования (включая комплексы «детский сад — школа») с 742 детьми. В 2017/2018 учебном году действовало 15 учреждений общего среднего образования, в которых обучалось 2433 ученика. Учебный процесс в школах обеспечивали 408 учителей.

## Религия
В районе зарегистрировано 14 православных общин, 8 католических, 3 общины евангельских христиан-баптистов, 2 общины христиан веры евангельской (пятидесятников), 1 мусульманская община.

## Культура
В Докшицы расположен музей имени Героя Советского Союза И. С. Полевого ГУО «Средняя школа № 1 г. Докшицы».
В Бегомле расположен Бегомльский музей народной славы с 14,5 тыс. музейных предметов основного фонда. В 2016 году музей посетили 9,4 тыс. человек. Действует филиал музея — Мемориальный комплекс Шуневка.
В аг. Ситцы расположен историко-культурный музей.

## События и мероприятия
- Фестиваль трав «Жыватворная сiла»[50][51]

## Достопримечательности
- Археологический памятник около д. Березино
  - Городище. В 1 км от д. Березино, на взгорке под названием «Талерка» —  Историко-культурная ценность Республики Беларусь, шифр 213В000427
  - Курганные могильники —  Историко-культурная ценность Республики Беларусь, шифр 213В000428
    - Курганный могильник-1. Расположен в лесу, урочище «Выскадніца»
    - Курганный могильник-2. Расположен на левом берегу реки Березина, урочище «Адверніца»
- Курганный могильник периода раннего Средневековья в Марговица —  Историко-культурная ценность Республики Беларусь, шифр 213В000441.
- Часовня-усыпальница Кияковских в Кияково
- Кияковская усадьба в Кияково
- Костёл Пресвятой Девы Марии в Парафьяново
- Мемориальный комплекс Шуневка около д. Добрунь
- Усадебно-парковый комплекс Домейко: фрагменты парка и брамы в аг. Ситцы
- Свято-Георгиевская церковь в аг. Ситцы
- Деревянная часовня-усыпальница (XIX век) в аг. Гнездилово
- Церковь Всех Святых в г. п. Бегомль

### Памятник природы, заказник
- Березинский биосферный заповедник
- Дуб-великан — ботанический памятник природы республиканского значения в аг. Ситцы

## Галерея
- Центр города
- Улица Докшицы
- Детская школа искусств
- Православная церковь в честь Покрова Пресвятой Богородицы (Докшицы)
- Вид Докшицы со стороны улицы Советской
- Вид на Докшицы со стороны истока реки Березина по улице Советской
- Здание кинотеатра на углу улиц Горького и Интернациональной
- Мемориал на месте бывшего песчаного карьера в Докшицах, ставшего местом гибели тысяч евреев узников Докшицкого гетто во время Второй мировой войны
- Главная улица деревни  Марговица
- Усадебная брама Домейко в аг. Ситцы
- Фрагменты усадьбы Домейко в аг. Ситцы
- Дуб-великан в аг. Ситцы
- Свято-Георгиевская церковь в аг. Ситцы
- Деревянная часовня-усыпальница (XIX век) в аг. Гнездилово
- Церковь Всех Святых в г. п. Бегомль

- Докшицкий район на старых фотографиях
- Магистрат Докшицы
- Войсковой парад
- Мост через реку Березину
- Докшицы 1812 год
- Римско-католическая церковь Святой Троицы. Снимок Юзефа Боретти, 1894
- Римско-католическая церковь Святой Троицы, начало 20 века
- Православная церковь Иоанна Богослова
- Синагога